# Atletika na Letních olympijských hrách 1972 – hod diskem muži
 Hod diskem mužů na Letních olympijských hrách 1972 se uskutečnil ve dnech 1. a 2. září  na Olympijském stadionu v Mnichově. Vítězem se stal československý reprezentant Ludvík Daněk, stříbrnou medaili získal Američan Jay Silvester a bronz Švéd Ricky Bruch.

## Výsledky finále
| *                | jméno          | země                           | 1     | 2     | 3     | 4     | 5     | 6     | výsledek |
| ---------------- | -------------- | ------------------------------ | ----- | ----- | ----- | ----- | ----- | ----- | -------- |
| Zlatá medaile    | Ludvík Daněk   | Československo                 | 58,12 | 60,38 | 62,38 | 62,54 | 61,70 | 64,40 | 64,40 m  |
| Stříbrná medaile | Jay Silvester  | Spojené státy americké         | 62,12 | ×     | 63,50 | ×     | ×     | 62,86 | 63,50 m  |
| Bronzová medaile | Ricky Bruch    | Švédsko                        | 59,12 | ×     | 61,52 | 62,76 | 63,40 | 62,60 | 63,40 m  |
| 4.               | John Powell    | Spojené státy americké         | 61,92 | 62,82 | 60,44 | ×     | 61,38 | ×     | 62,82 m  |
| 5.               | Géza Fejér     | Maďarsko                       | 62,50 | 62,56 | ×     | ×     | 61,50 | 62,62 | 62,62 m  |
| 6.               | Detlef Thorith | Německá demokratická republika | 61,74 | 62,42 | 61,06 | ×     | 59,88 | ×     | 62,42 m  |
| 7.               | Ferenc Tégla   | Maďarsko                       | 58,38 | 59,66 | 57,40 | ×     | 58,16 | 60,60 | 60,60 m  |
| 8.               | Tim Vollmer    | Spojené státy americké         | 59,26 | 60,24 | ×     | ×     | ×     | 58,54 | 60,24 m  |
| 9.               | Pentti Kahma   | Finsko                         | 58,28 | ×     | 63,37 |       |       |       | 63,37 m  |
| 10.              | Silvano Simeon | Itálie                         | 58,80 | 59,34 | 58,36 |       |       |       | 58,80 m  |
| 11.              | Jorma Rinne    | Finsko                         | 57,30 | 56,88 | 59,22 |       |       |       | 59,22 m  |
| 12.              | János Murányi  | Maďarsko                       | 57,92 | 57,16 | ×     |       |       |       | 57,92 m  |
| 13.              | Namakoro Niaré | Mali                           | 56,58 | 55,10 | ×     |       |       |       | 56,58 m  |
| 14.              | Les Mills      | Nový Zéland                    | ×     | 54,48 | 55,86 |       |       |       | 55,86 m  |